# Bruno Tesch
 (avril 2013).
Si vous disposez d'ouvrages ou d'articles de référence ou si vous connaissez des sites web de qualité traitant du thème abordé ici, merci de compléter l'article en donnant les références utiles à sa vérifiabilité et en les liant à la section « Notes et références ».
Bruno Emil Tesch, né le 14 août 1890 et mort le 16 mai 1946 à Hameln, est un entrepreneur et un chimiste allemand. Il est un des inventeurs du Zyklon B utilisé dans les camps d'extermination nazis lors de la Seconde Guerre mondiale.

## Biographie
Il fait en 1910 des études de sciences physiques et de mathématiques à l'Université de Göttingen puis des études de chimie à l'université de Berlin. Il obtient un poste à l'Institut Kaiser-Wilhelm. Avec ses confrères Gerhard Peters et Walter Heerdt et avec le soutien de IG Farben, il fait des recherches sur l'utilisation du cyanure d'hydrogène comme agent fumigant. Ils ont ensuite découvert un procédé pour cristalliser le cyanure d'hydrogène. La licence est rétrocédée à la firme Degesh. La société Tesch et Stabenow (Testa) est spécialisée dans l'élimination des insectes nuisibles par fumigation de gaz toxiques dans les entrepôts et les cargos dans le port de Hambourg. En 1925, la société, grâce à Paul Haber de la Degesch, obtient les droits exclusifs de commercialisation du Zyklon B dans le secteur à l'est de l'Elbe. En 1927, son associé Paul Stabenow quitte la firme. À Bruno Tesch revint 45 % et à Degesch 55 % des parts de l'entreprise. 

### Durant le Troisième Reich
À l'arrivée d'Adolf Hitler au pouvoir en 1933, il adhère au Parti nazi et obtient le titre de membre bienfaiteur de la SS. En juin 1942 Tesch devient le propriétaire unique de Testa et fournit aux camps de concentration l'insecticide cytotoxine Zyklon B, qui est alors utilisé en grandes quantités pour la mise à mort des Juifs européens dans les chambres à gaz d'Auschwitz et a été utilisé pour la lutte contre les ravageurs en raison de sa grande efficacité.

### Arrestation et exécution
En 1945, Tesch est interrogé dans un premier temps par un officier britannique puis relâché. Un rapport établissant une correspondance entre Tesch et la Wehrmacht sur l'usage homicide du Zyklon B est porté à la connaissance des Anglais et les amène à l'arrêter le 1er octobre 1945.
Il est jugé par un tribunal militaire entre le 1er et 8 mars 1946. Le chef d'inculpation est la « violation des lois et usages de la guerre en fournissant en connaissance de cause un produit mortel pour assassiner des ressortissants alliés détenus dans des camps » en violation de l'article 46 de la Convention de La Haye de 1907. L'un des témoins à charge est le SS Pery Broad de la Gestapo d'Auschwitz-Birkenau. Bruno Tesch est condamné à mort et pendu par le bourreau Albert Pierrepoint le 16 mai 1946 à la prison de Hamelin.